# Pseudobolivina
Pseudobolivina es un género de foraminífero bentónico de la familia Pseudobolivinidae, de la superfamilia Spiroplectamminoidea, del suborden Spiroplectamminina y del orden Lituolida. Su especie tipo es Pseudobolivina antarctica. Su rango cronoestratigráfico abarca el Holoceno.

## Discusión
Clasificaciones previas incluían Pseudobolivina en el suborden Textulariina del Orden Textulariida, o en el orden Lituolida sin diferenciar el suborden Spiroplectamminina.

## Clasificación
Pseudobolivina incluye a las siguientes especies:
- Pseudobolivina antarctica
- Pseudobolivina brevis
- Pseudobolivina cuneata
- Pseudobolivina delicatula
- Pseudobolivina elongata
- Pseudobolivina engeninensis
- Pseudobolivina foliosa
- Pseudobolivina fusiformis
- Pseudobolivina globosa
- Pseudobolivina jamalica
- Pseudobolivina kolayatensis
- Pseudobolivina lagenaria
- Pseudobolivina laxa
- Pseudobolivina masostoma
- Pseudobolivina munda
- Pseudobolivina normalis
- Pseudobolivina oodnadattensis
- Pseudobolivina parvula
- Pseudobolivina rollaensis
- Pseudobolivina textularioides
- Pseudobolivina tornata
- Pseudobolivina walshi